# Lateral (revista)
Lateral fue una revista cultural fundada por el ensayista y periodista húngaro Mihály Dés en 1994 en Barcelona y desaparecida en enero de 2006.
Desde sus primeros número, esta publicación independiente dedicó sus diferentes secciones a la literatura, el pensamiento, el arte, el cine, la política y la crítica literaria, con secciones de creación en ficción, poesía, literatura "sin ficción", y en los últimos números también fotografía. Las ilustraciones tenían una gran importancia, estando presentes en gran número de sus artículos.
La revista toma su nombre de una cita extraída de El suplicio de las moscas, de Elias Canetti:

A medida que crece, el saber cambia de forma. No hay uniformidad en el verdadero saber. Todos los auténticos saltos se realizan lateralmente, como los saltos del caballo en el ajedrez. Lo que se desarrolla en línea recta y es perceptible resulta irrelevante. Lo decisivo es el saber torcido, y sobre todo, lateral.

Entre los escritores, periodistas, traductores y artistas plásticos que coincidieron en las páginas y la redacción de Lateral destacan, entre otros, Jorge Herralde, Claudio López Lamadrid, Roberto Bolaño, Imre Kertész, Mario Vargas Llosa, Juan Francisco Ferré, Julián Ríos, Matías Néspolo, Antonio Muñoz Molina, Eduardo Chirinos, Eduardo Mendoza, Cristina Peri Rossi, Guillermo Cabrera Infante, Robert Juan-Cantavella, Julio Villanueva Chang, Enrique Vila-Matas, Victoria Cirlot, Pablo d'Ors, Guadalupe Nettel, Héctor Abad Faciolince, Ignacio Vidal-Folch, David Trueba, Álvaro Pombo, Ana María Moix, Ignacio Echevarría, Lázaro Covadlo, Jorge Zentner, Chefi Viejo, Juan Gabriel Vásquez, Jorge Carrión, Lluís Alabern, Álvaro Colomer, Tamara Villoslada, Gabriela Wiener, Juan Trejo, Leonardo Valencia, Antonio Prometeo Moya, Use Lahoz, Eloy Fernández Porta, Marta Rebón, Ana S. Pareja, Jaime Rodríguez Z, Enric Casasses, David Castillo, Franciam Charlot, Pierre Marques, Antonio Ortuño, Agustín Fernández Mallo, Mercedes Cebrián, Mathias Enard o Ramón González Férriz. Algunos de ellos han proseguido con algunas líneas del proyecto en la revista Quimera.